# Réverbération (effet)
Pour les articles homonymes, voir Réverbération.
La réverbération artificielle, réverbération ou réverb est un effet audio ajouté à un son, dans le but de recréer une réverbération acoustique, ou d'en obtenir les effets positifs sur l'écoute du spectateur, et reproduit par un haut-parleur. Il n'est pas nécessaire que la réverbération imite précisément la réverbération acoustique d'un lieu pour obtenir son effet positif sur la musique ; certaines sonorités de réverbération artificielle sont devenus des sons à part entière utilisées de manière artistique.
Dans le mixage d'un morceau de musique, la proportion entre son direct et son « réverbéré » donne une impression de distance et permet de spatialiser le son. L'arrivée des premières réflexions donne une idée de la position de la source dans le local d'écoute supposé.
En 1926, la BBC construit la première chambre d'écho pour permettre aux artistes de faire entendre, depuis la plus petite des cabines d'enregistrement, un son qui rappelle celui d'une salle de concert. À partir des années 1940, des systèmes électromécaniques à ressorts puis plus tard à plaques parviennent à créer une réverbération artificielle. Les fabricants de matériel électronique pour la musique se lancent alors dans la commercialisation de processeurs pour l'effet audio de réverbération. Dans les années 1980, le procédé CCD permet d'éliminer la partie mécanique. Quelques années plus tard, la numérisation rend le traitement du signal plus flexible. Dans les années 2000, la réverbération à convolution permet de simuler de manière plus précise un espace sonore.
L'effet de réverbération se retrouve le plus souvent sous forme numérique ; les procédés électromécaniques donnent beaucoup moins de possibilités de réglage. Le processeur de réverbération se connecte souvent en insert dans une chaîne de traitement, console, carte son, ou ordinateur. Il peut aussi être intégré directement à une console de mixage ou à un amplificateur, ou présenté sous forme de plugin audio utilisable dans une station audionumérique pour la musique assistée par ordinateur.

## Principes et histoire
Face à la difficulté de reproduire fidèlement un espace sonore, les appareils de réverbération artificielle visent à obtenir l'effet de la réverbération pour les auditeurs.

### Premiers procédés: les chambres d'écho

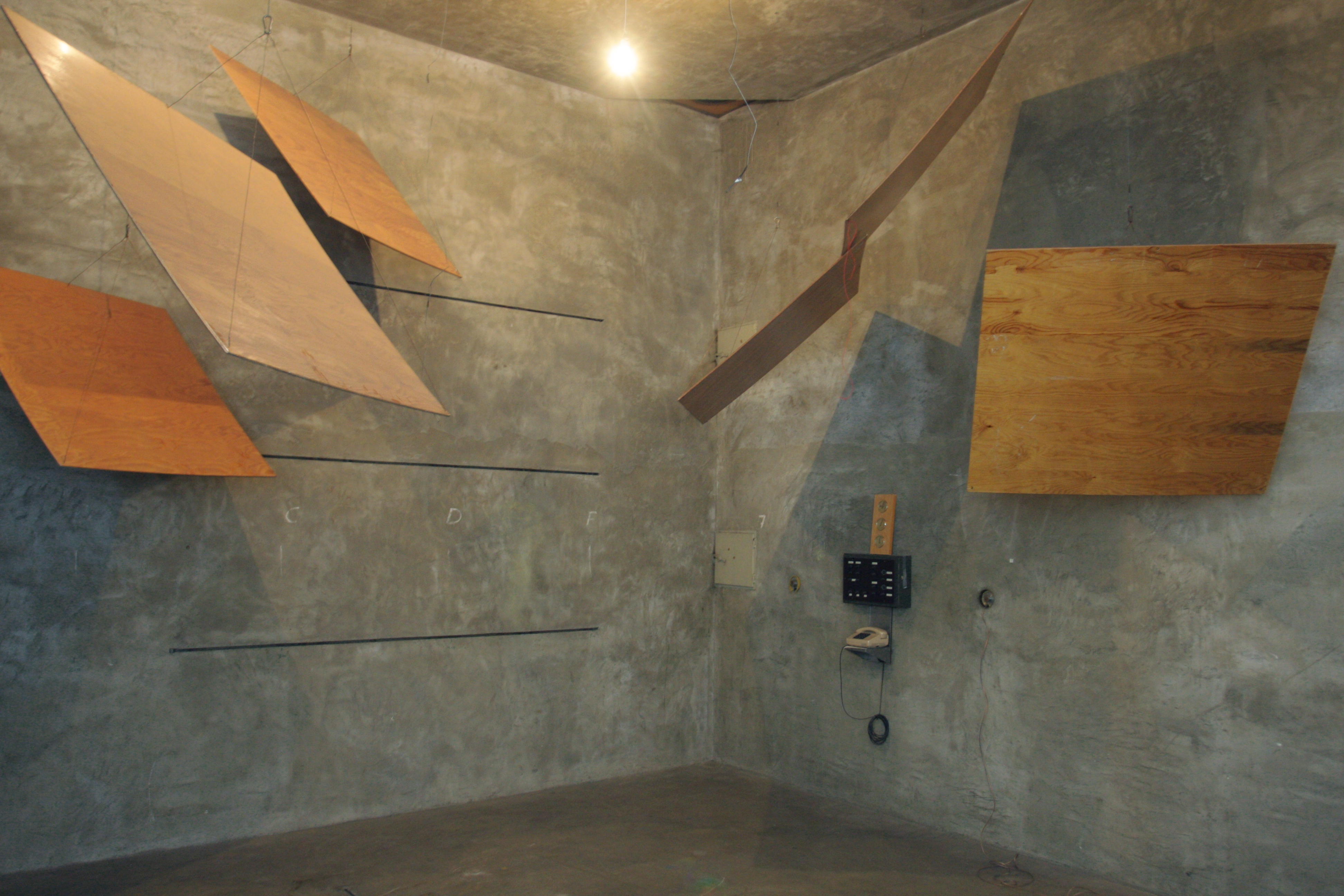
Une chambre d'écho (ici celle de l'université de Dresde) permet de reproduire une réverbération et de l'enregistrer pour l'ajouter à un son brut.

Dans les années 1920, les orchestres de musique classique sont généralement enregistrés en captant le son de la pièce dans laquelle ils jouent, tandis que les musiques populaires sont enregistrées en studio dans des pièces avec très peu de réverbération. Les artistes enregistrant dans le studio de la BBC se plaignent du son étouffé, rendant la « musique terne et mate, sans couleur et sans vie ».
Les premières expérimentations pour récréer une réverbération dans un studio d'enregistrement remontent au début du XXe siècle. La première méthode consiste à envoyer le signal à enrichir sur un haut-parleur installé dans un local très réverbérant (comme un corridor, une cage d'escalier ou une pièce spécialement aménagée pour cela, dite chambre d'écho). On enregistre le son avec un microphone dont on mélange le signal avec l'original dans la proportion désirée.
En 1926, les ingénieurs de la BBC créent une chambre d'écho dans leur studio à Savoy Hill, afin d'ajouter de la réverbération aux performances de studio enregistrées dans des pièces fortement isolées. Néanmoins, cette technique ne permet pas un grand contrôle sur le son : « la petite chambre impose une fois pour toutes sa couleur propre au son réverbéré ». En 1937, des ingénieurs français améliorent ce procédé en rajoutant trois bandes d'égalisation, permettant de retirer ou d'ajouter certaines fréquences au son partant dans la chambre d'écho. Leur chambre d'écho est utilisée pour des enregistrements d'orchestres parisiens. Toutefois, les types de réverbération diffèrent fortement entre une voix et des instruments de musique, et pour l'ingénieur Michel Adam, « on ne saurait (...) s’accommoder d'un seul type de salle ». Ainsi, la BBC construit en 1932 une trentaine de studios pour s'adapter aux différents besoins de réverbération.
La réverbération artificielle des chambres d'écho permet de créer une impression de profondeur et de distance, même si l'enregistrement est monophonique.

### Réverbération à ressorts

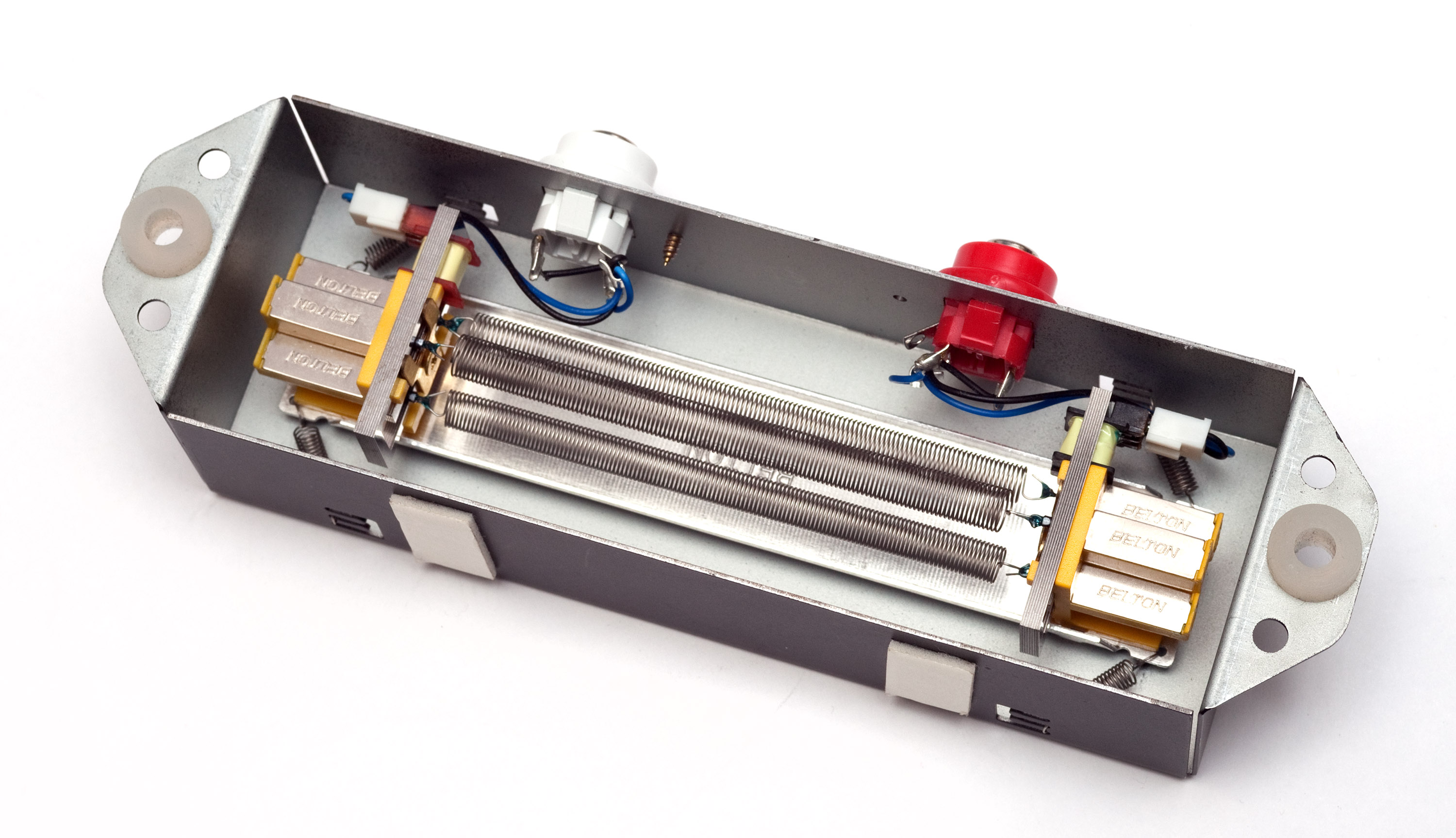
Mécanisme à ressorts permettant de créer une réverbération artificielle.

En raison de la taille et de l'encombrement des chambres d'écho, on a reproduit leur fonctionnement avec un procédé plus simple, basé sur la propagation des ondes dans un ressort. Dans une boîte rigide, on monte d'un côté une bobine mobile plongée dans un fort champ magnétique du même genre qu'un moteur de haut parleur, et de l'autre un dispositif du même genre ressemblant à celui d'un microphone dynamique. Entre les deux, on dispose un ou plusieurs ressorts modérément tendus.
La vitesse de propagation du son dans le ressort est bien plus lente que dans l'air. Le signal arrive donc retardé de quelques centièmes de seconde à l'autre bout du ressort, où il provoque la vibration du capteur. Mais comme le ressort constitue une ligne de transmission, et que l'impédance du bout n'est pas adaptée, une forte fraction du signal se réfléchit vers l'entrée, où elle rebondit à nouveau. Le ressort constitue ainsi une imitation des réflexions multiples qui constituent la réverbération. Le champ réverbéré est d'autant plus confus, comme celui d'une véritable réverbération acoustique, qu'il y a plusieurs ressorts de caractéristiques différentes, et qu'ils réagissent entre eux par leurs pièces d'assemblage.
Le signal enrichi de réverbérations peut ensuite être mélangé au signal d'origine dans une proportion variable et avec les corrections de timbre souhaitées. Néanmoins, le son obtenu est très différent d'une réverbération naturelle, et son caractère est devenu une signature sonore à part entière.
Laurens Hammond (créateur de l'orgue Hammond) est le premier à avoir mis au point ce dispositif pour un effet musical en 1939. Quelques années auparavant, les chercheurs des Laboratoires Bell avaient mis au point la ligne à retard à ressort pour simuler une communication à longue distance. Déréglée, elle créait un effet de réverbération. À partir de cette idée, la société Hammond développe des systèmes spécialement construits. Les reverbs à ressorts sont ensuite intégrées dans les amplificateurs pour guitare électrique à partir des années 1960, en particulier les amplis Fender. Le son est devenu typique de certains styles de musique, comme le surf rock dans les années 1960. Les premiers dispositifs de Fender fonctionnent avec des tubes.

### Réverbération à plaque
À la fin des années 1950, l'entreprise allemande Elektromesstechnik (EMT) invente la réverbération à plaques. Ces boîtiers fonctionnent sur le même principe que ceux à ressorts, mais le son se transmet à travers une plaque métallique, ce qui donne des réflexions plus complexes, et par suite une meilleure imitation de l'acoustique des salles. La plaque est excitée par des transducteurs et la vibration est captée par des capteurs de contact. On peut aussi influencer plus le genre de réverbération, en approchant de la plaque vibrante des absorbants qui perturbent sa vibration. Ces systèmes sont lourds (plusieurs dizaines ou centaines de kilogrammes), encombrants (la EMT 140, modèle très répandu, a une plaque d'acier d'un mètre sur deux et de 0,5 mm d'épaisseur), et chers, mais représentent à l'époque un gain de place par rapport à une chambre d'écho, et une amélioration sonore notable par rapport aux systèmes à ressorts. La réverbération à plaque (plate reverb) est très utilisée dans les années 1970 dans les studios de la Motown ou pour la confection de musique disco.

### Réverbération à lignes à retard
Le principe de la réverb à ressorts dérive de la ligne à retard électromécanique qu'utilisait autrefois la téléphonie. Le développement de l'électronique à transistors a permis de remplacer ces dispositifs délicats par des lignes à retard entièrement électroniques qui transmettent un signal analogique avec un délai qui peut atteindre plusieurs millisecondes. Ces dispositifs basés sur un dispositif à transfert de charges (CCD) fonctionnent par échantillonnage analogique. Un oscillateur produit un signal d'horloge, qui doit obéir aux mêmes règles que pour l'échantillonnage numérique. À chaque impulsion, le niveau du signal d'entrée est transféré sur un condensateur semiconducteur. La charge du condensateur est bloquée, puisqu'il n'y a pas de circuit de sortie, jusqu'à ce qu'une impulsion déclenche le transfert vers un autre condensateur. Si la fréquence d'échantillonnage est fe, une ligne de n condensateurs aboutit à un délai de n / fe. Par exemple, avec une fréquence d'échantillonnage de 48 kHz, une ligne de 512 éléments donne un retard de 256/48 000 seconde, soit un peu plus de 5 ms. Pour augmenter ce délai sans avoir besoin de trop d'éléments, on doit réduire la fréquence d'échantillonnage ; mais il faut alors réduire la bande passante, dans les mêmes conditions que pour l'échantillonnage d'un signal numérique.
Pour transformer ce retard en effet de réverbération, il faut réinjecter une fraction du signal vers l'entrée. Il faut ajouter le signal ou l'extraire de la ligne en plusieurs endroits, ou avoir en même temps plusieurs lignes dont les retards sont différents, pour arriver à suffisamment de complexité pour reconstituer une impression de réverbération[réf. nécessaire].
La partie la plus aiguë du signal est en général plus faible et moins réverbérée dans les locaux d'écoute, le produit du repliement de spectre peut se confondre avec la fin de la réverbération ; finalement, la réverbération à ligne à retard atteint un effet acceptable avec une fréquence d'échantillonnage d'une dizaine de kilohertz et un filtrage du signal d'entrée à quelques kilohertz[réf. nécessaire].

### Réverbération numérique

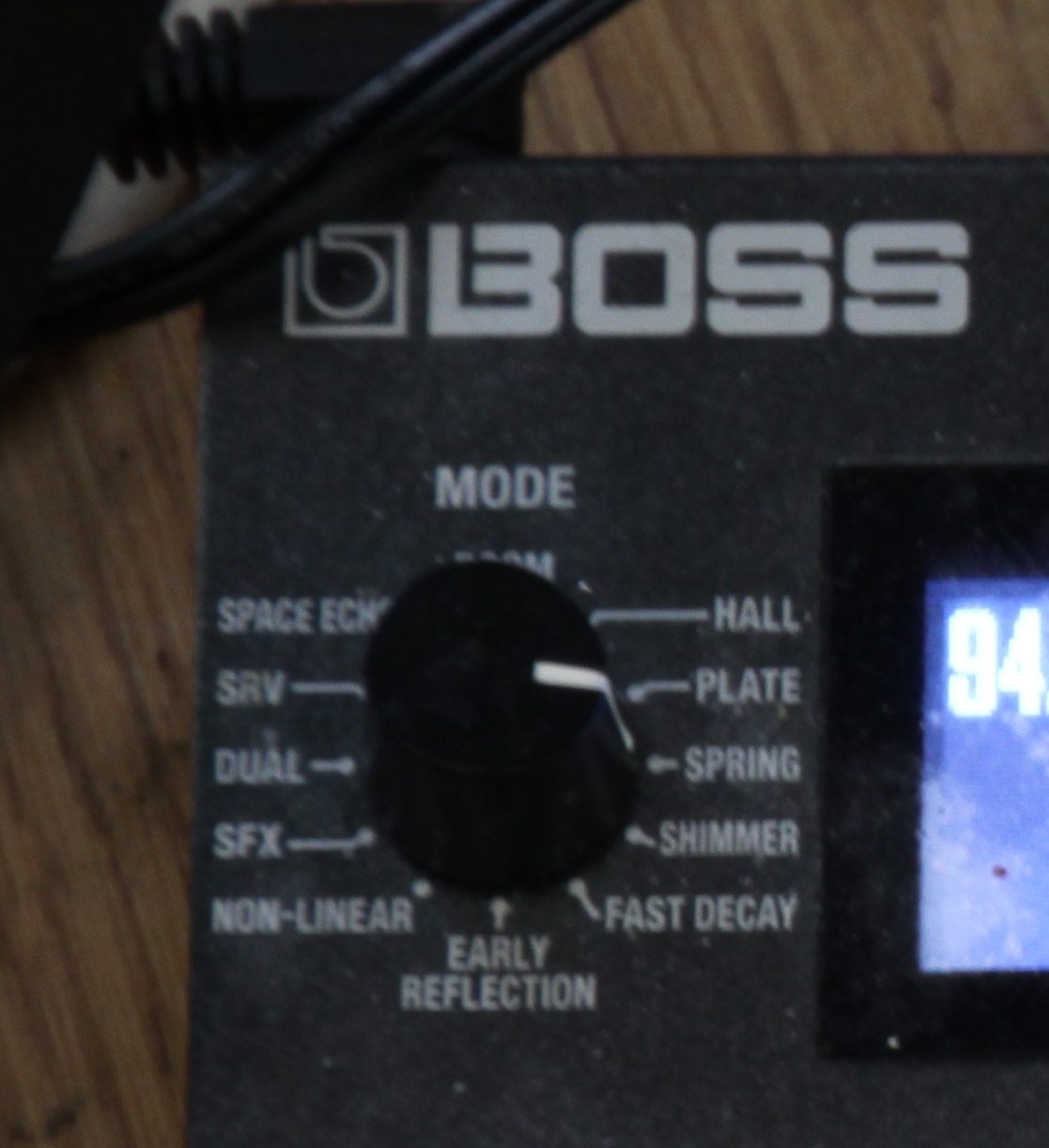
Les processeurs d'effets numérique de réverbération incluent souvent plusieurs modes censés reproduire le son de différents espaces : pièce, salle de concert, cathédrale, etc.

L'effet de réverbération numérique procède comme celle à lignes à retard pour retarder le signal (delay). On enregistre la suite de nombres qui constituent le signal dans une mémoire organisée comme une file d'attente (premier arrivé, premier sorti). Comme chaque échantillon est accessible, on peut, avec suffisamment de capacité de traitement, créer des modèles de réverbération beaucoup plus divers qu'avec les procédés précédents. Comme tous les procédés de traitement numérique du signal se basent sur le mélange entre des parties de signal diversement retardées, la partie matérielle est identique pour tous les effets, dépendant seulement de la puissance de traitement nécessaire. Les fabricants proposent souvent plusieurs sortes d'effets dans le même appareil. L'uniformisation des matériels a largement fait baisser leur prix. On les retrouve sous la forme de racks, de pédales d'effet ou de plugins audio.
Les effets de réverbération numériques consistent essentiellement en algorithmes qui recréent un espace sonore. La plupart sont complexes, séparant les premières réflexions avec des opérations statistiques, tandis que la queue de la réverbération est plus aléatoire.
Les algorithmes de réverbération utilisent des générateurs aléatoires (casualisation) pour reproduire l'effet perçu par l'auditoire, plutôt que l'espace objectif. Les processeurs numériques de réverb proposent ainsi souvent des réglages programmés nommés « pièce [de studio d'enregistrement] pour batterie , pièce pour voix, salle de concert, cathédrale », mais aussi des modèles de réverbérations à ressort et à plaques, devenues caractéristiques des certains styles musicaux. Certains logiciels (plugin audio) de réverbération cherchent à répliquer les racks d'effet célèbres des marques Lexicon ou les plaques de la marque EMT utilisées en studio.

### Réverbération à convolution
Si le projet est de reproduire fidèlement la réverbération dans un espace existant, les mathématiques enseignent que celle-ci est le produit de convolution du signal par la représentation de la réponse impulsionnelle. Le signal numérique offre la possibilité de réaliser ce calcul. Cette convolution sur une longue durée demande un processeur numérique puissant. Pour obtenir la réponse impulsionnelle d'un local d'écoute, on peut enregistrer l'effet d'un son bref, comme l'éclatement d'un ballon ou un coup de feu. Des systèmes plus élaborés et plus fiables utilisent des signaux électroniques diffusés par haut-parleur.
Les premiers appareils de réverb à convolution apparaissent en 1999 avec le Sony DRE-777. Ils sont également présents sous la forme de logiciels. La vente des appareils se fonde sur l'idée de permettre de placer le son dans les espaces sonores de salles de concert ou de studios célèbres. Il est cependant possible de modéliser n'importe quel espace, même inhabituel, même virtuel, fondé uniquement sur des calculs acoustiques.
L'argument de la fidélité garantie par les mathématiques séduit surtout ceux qui n'ont aucune expérience de la mesure de l'acoustique des salles. La réponse impulsionnelle dépend de la position de la source, pour les premières réflexions, et de celle de la captation, pour la queue. Elle varie selon le nombre de spectateurs, ainsi que selon la température et l'humidité de d'air : il s'agit d'un instantané à un instant T. Toutefois, « la convolution réussit au niveau du traitement ce que la réverbération artificielle a réussi d'un point de vue esthétique » : l'objectif recherché n'est plus uniquement de reproduire l'effet audio, mais construire un espace sonore.

## Principaux réglages
Les effets de réverbération électronique offrent de nombreuses possibilités de réglage :
- pre-delay : temps entre le son produit et le début de sa réverbération, un temps très élevé permet de différencier clairement le signal de sa réverbération ;
- diffusion : réglée à un faible niveau, on distingue bien les différents échos qui composent le son réverbéré. Au réglage maximum, tous les échos se fondent dans une réverbération très dense ;
- decay : exprimé en secondes, définit combien de temps la réverbération dure ;
- densité : comme son nom l'indique, joue sur la densité de la réverbération ;
- early reflections : règle le niveau et le nombre des premières ondes sonores qui, après avoir frappé murs, sol ou plafond, arrivent à l'auditeur ;
- tonalité : atténue les aigus/renforce les graves lorsque le potentiomètre est tourné à gauche, et vice-versa ;
- niveau (aussi appelé balance wet/dry ou mix) : indique la proportion de réverbération à inclure dans le signal de base. À ne pas confondre avec le niveau (audio) ; dry correspond au signal sans réverbération, wet avec le maximum d'effet (réverbération)[17]. Lorsque le mix est à 100%, seule la réverbération est audible.

Les réglages plus rares sont :
- high ratio : détermine si la réverbération agit beaucoup dans les hautes fréquences ;
- low ratio : détermine si la réverbération agit beaucoup dans les basses fréquences ;
- LPF : fréquence à partir de laquelle les hautes fréquences sont coupées dans la réverbération (filtre coupe-haut) ;
- HPF : fréquence à partir laquelle les basses fréquences sont coupées dans la réverbération (filtre coupe-bas).

## Utilisation

### Recréation virtuelle d'un espace sonore
La réverbération est un effet très utilisé en musique, puisqu'elle permet de spatialiser le son, donnant l'illusion d'espace. Elle peut donner une impression de distance ou bien tenter de recréer le son de musiciens jouant tous ensemble dans la même pièce (c'est le cas de la room reverb).

### Stéréophonie
Dans l'expérience auditive, l'impression d'espace vient en partie du fait que l'oreille humaine reçoit les sons réfléchis différemment à gauche et à droite. L'enregistrement stéréophonique a entraîné la fabrication d'effets de réverbération stéréophoniques, qui utilisent des paramètres légèrement différents à gauche et à droite, que l'entrée soit monophonique ou stéréophonique.
La réverbération stéréophonique ajoute à la spatialisation sonore des éléments séparés dans les techniques d'enregistrement multipiste, « secs » au départ. Pour que les évènements sonnent comme dans un même endroit, la durée de réverbération doit être homogène. Les réglages concernent les premières réflexions. Les éléments à situer au loin en ont une plus forte proportion, arrivant plus près du son direct. La situation transversale dépend des paramètres de la salle virtuelle. Les systèmes de réverbération artificielle ont été développés à partir de l'analyse des enregistrements par microphones disposés en couple coïncident.

### Effet artistique

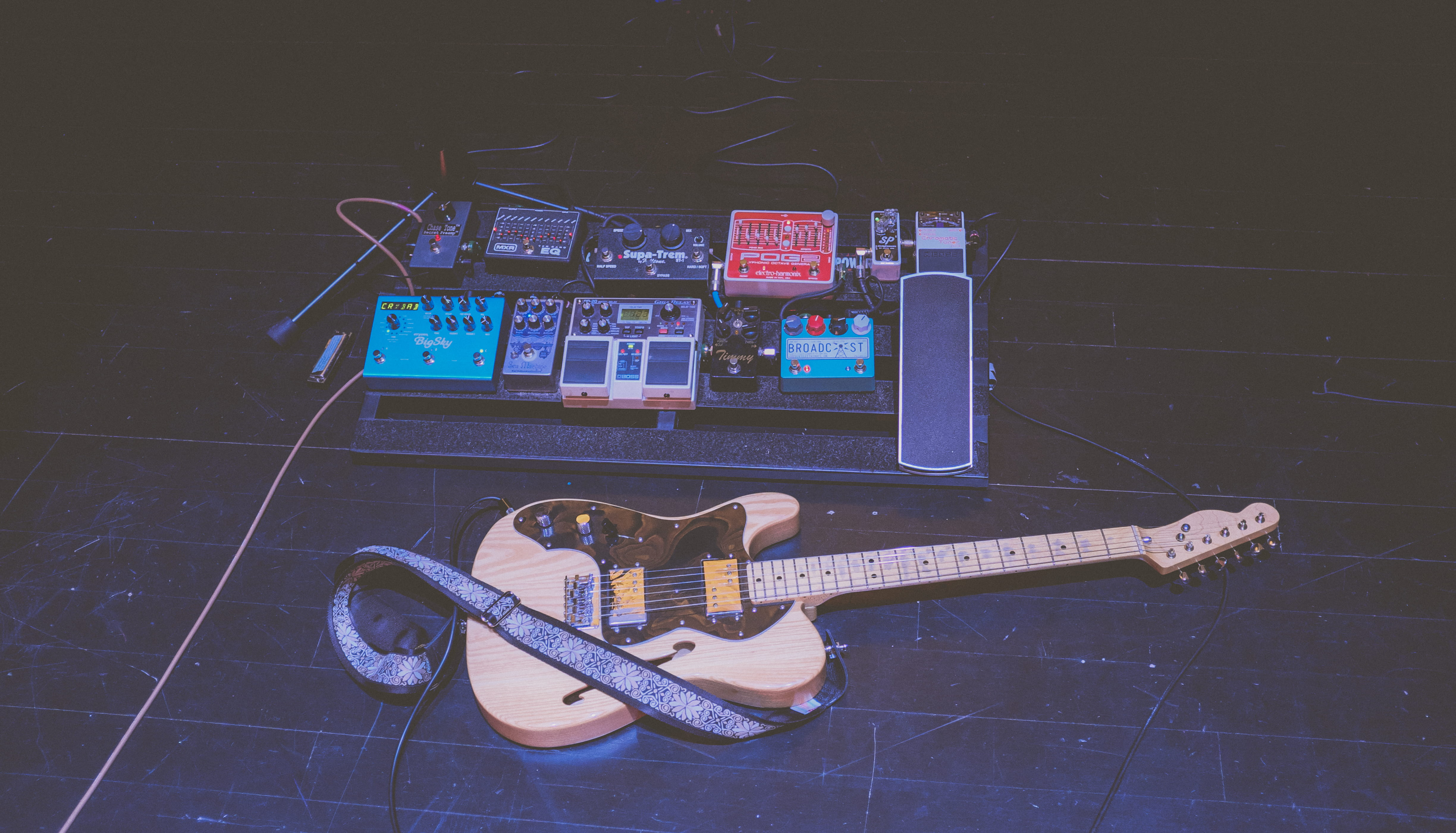
Une pédale d'effet de réverbération (à gauche en bleu) intégrée dans un pedalboard pour guitare électrique, sur une scène d'une salle de concert.

Les pédales d'effet, principalement utilisées avec des guitares électriques, permettent de reproduire le son de la réverbération à ressorts typique des amplificateurs des années 1960, mais permettent également d'obtenir d'autres types de réverbération avec un contrôle plus important des différents paramètres de l'effet, notamment le pre-delay et le decay. Puisque la réverbération est censée reproduire l'atmosphère d'une pièce, elle est généralement placée à la fin après tous les autres effets.
La réverbération est un effet souvent intégré aux amplificateurs pour guitare électrique (en particulier les premiers Fender), avec des mécanismes à ressort produisant un son très caractéristique, utilisé notamment dans la musique surf. Cet effet a été reproduit ensuite dans des pédales d'effet.
D'autres types de réverbération artificielle sont utilisés en studio pour gonfler le son de certains instruments, comme la réverbération à plaques (plate reverb), souvent employée sur des sons de caisse claire ou de voix.
Certains styles de musique tels que la musique chrétienne contemporaine utilisent beaucoup la réverbération de type shimmer.
Certaines musiques de film utilisent abondamment la réverbération. Dans Blade Runner, elle unifie les éléments sonores et place la source du son loin du spectateur. Le compositeur Brian Eno utilise beaucoup cet effet.
Dans les années 1980, la gated reverb a été beaucoup utilisée pour grossir les sons de batterie. Il s'agit d'une réverb assez ample, mais dont la queue est coupée par un noise gate afin d'éliminer les dernière réflexions et garder uniquement une demi-seconde de réverbération. De cette manière, le son de batterie sonne très massif, tout en conservant un mix clair. Cet effet a tellement été utilisé dans la musique pop des années 1980 qu'il est devenu la signature sonore de cette époque.

### Esthétique et sémiologie de la réverbération artificielle
Jonathan Sterne étudie les dimensions culturelles des technologies de la communication. Analysant les usages de la réverbération synthétique moderne, créée par des algorithmes, il estime qu'elle est symbolique et non iconique, au sens de Peirce : elle n'imite pas un objet de référence, mais l'auditeur se projette dans un espace par une association mentale. Un réglage « cathédrale » est ainsi appelé parce qu'il doit rappeler l'ambiance sonore d'une cathédrale en général, sans imiter celle d'un édifice religieux en particulier. Les progrès dans l'isolation acoustique des bâtiments d'une part et les différentes technologies des effets audio amplifiés ont fait apparaître un « detachable echo » (écho amovible), une situation où le son d'origine et la réverbération sont séparés : « une cathédrale peut n'avoir aucun écho, voire être muette; un petit espace confiné comme une voiture peut résonner comme une caverne ». Cet écho indépendant se constate dans l'acoustique des bâtiments, dans la production de musique de films et jeux vidéos, dans la musique enregistrée et live.
La recréation artificielle de la réverbération prolonge selon Sterne la démarche des architectes acousticiens concevant la signature sonore des bâtiments. « Il s'agit d'une tentative particulièrement explicite et consciente à la fois de représenter l'espace sonore et de le manipuler ». La réverbération artificielle cherche à recréer une sensation d'espace sonore, sans reproduire fidèlement un tel espace. Il est fréquent que plusieurs espaces sonores se côtoient ou se chevauchent : la batterie d'un morceau de musique est enregistrée dans une pièce, les voix dans une autre. On obtient un « espace dans l'espace ». De même, un amplificateur pour guitare électrique peut être enregistré par un micro positionné près de la membrane du haut-parleur et un autre plus loin dans la pièce : l'ingénieur du son peut alors manipuler à sa guise l'espace sonore dans le mixage. Il peut également ajouter une réverbération artificielle (avec un processeur d'effets) pour placer cette guitare dans un espace sonore artificiel impossible à reproduire physiquement. La plupart des productions musicales contemporaines contiennent généralement plusieurs espaces sonores imbriqués.
La musique jouée aujourd'hui le plus souvent par des haut-parleurs renforce cet effet d'un « espace dans l'espace ». Le son est reproduit dans l'espace sonore particulier dans lequel se trouve l'auditeur. Un morceau peut ainsi contenir une batterie très mate, brute, alors que la réverbération artificielle de la voix donne l'impression que le chanteur se trouve dans une caverne ; un auditeur peut écouter ce morceau dans sa voiture, qui est elle-même un espace sonore distinct.
Le vocabulaire utilisé pour la réverbération emprunte à celui de l'eau : un son sans réverb est dit « sec » (en anglais « dry ») tandis que la réverbération de ce son est qualifiée de « mouillée » (en anglais « wet »), et un son avec beaucoup de réverbération est « noyé dans la réverb ». Selon Tara Rodgers, cette façon de parler renvoie à l'imaginaire colonial et aventurier du voyage au XIXe siècle, où les mers et les vagues étaient des espaces à maîtriser et à conquérir. L'idée d'un son « mouillé » repose sur le concept d'un son pur ; or un tel son est impossible à obtenir, car tout son n'existe que dans un espace sonore donné et l'espace est une des caractéristiques du timbre.
En psychoacoustique, plus un son donne l'impression qu'il est proche physiquement de l'auditeur (c'est-à-dire avec aucune réverbération ou presque), plus il est perçu comme chaleureux et intimement proche : c'est le cas du téléphone ou d'un discours à la radio enregistré avec un microphone près de la personne qui parle. La réverbération artificielle se rapproche ainsi de la réalité augmentée : l'espace sonore recréé par un enregistrement est diffusé par des haut-parleurs dans une pièce, et se mélange avec le bruit ambiant de cette dernière.
Pour Sterne, un processeur de réverbération s'apparente à un instrument de musique à part entière, contrôlable en temps réel par des potentiomètres et boutons.

## Sources